# Саша Грей
Саша Грей (на английски: Sasha Grey), артистичен псевдоним на Марина Ан Хандзис (Marina Ann Hantzis), е американска порнографска актриса и актриса, манекенка, музикантка, продуцентка и писателка от гръцки произход.

## Биография
Родена е на 14 март 1988 г. в Сакраменто, Калифорния, САЩ.
Като тийнейджърка се интересува от света на BDSM – системата за нетрадиционни сексуални отношения, основана на ролеви игри на господство и подчинение.
На 18 години тя става Саша Грей – име, което заимства от певеца в една от любимите си рок групи и от романа „Портретът на Дориан Грей“ на Оскар Уайлд – и се впуска в порноиндустрията. За това си решение Грей заявява: „Не беше случайно, бе напълно съзнателно решение. Исках да участвам и да се изявявам, да проуча идеята, че една жена може да бъде агресивна, вълнуваща се от секса, „мръсна“ също като мъжете. Исках да покажа, че е нормално да харесваш екстремния секс, както е нормално да харесваш и съвсем традиционния секс. Всичко зависи от теб самия.“
Дебютира като актриса в порнографската индустрия през 2006 г., на 18-годишна възраст.
Саша Грей израства в Сакраменто, Калифорния и след като се мести в Лос Анджелис започва да се появява в порно филми малко след като навършва 18 години. Тя печели няколко награди за порно филми AVN в 2007 и 2008 година. През същия период Грей започва работа като модел и участва в музикален проект в стил индъстриъл.
Включена е в списъка на „Мръсната дузина: най-популярните звезди в порното“ на телевизионния канал CNBC, както и е сред 12-те порноактриси, попаднали в т. нар. „Мръснишка дузина на порното“, публикувана от списание Пентхаус.
През 2009 г. Саша Грей започва да се снима и в игрални филми и телевизионни сериали, дебютирайки с филм The Girlfriend Experience на режисьора Стивън Содърбърг. След него порноактрисата се снима във филмите Quit на Дик Рюд и в канадския филм на ужасите Smash Cut. Участва и в седмия сезон на сериала Антураж на телевизия HBO.
През 2011 г. Грей се снима във видеоклипа на песента Space Bound на рапъра Еминем, режисиран от Джоузеф Кан. Главните действащи лица във видеото са самият Еминем, изпълняващ ролята на трагично влюбен мъж, както и Саша Грей, която е в образа на жената, която го тласка към самоубийство.
През април 2011 г. Саша Грей обявява чрез официалната си страница във Фейсбук, че се оттегля от порнографската индустрия и няма да се снима повече в порнографски филми.
През май 2013 година Грей прави двуседмичен автомобилен пробег в Русия от Владивосток през Сочи до Москва, управлявайки различни марки автомобили – Лада Калина, Фолксваген Поло, Хюндай Соларис, Duster, Ниса X-трейл и Нисан Алмера.
През август 2014 година Грей печели съдебно дело срещу бившия си приятел Иън Синамон, който получава ограничителна заповед да не се доближава на по-малко от 200 ярда до нея. Според Грей той е упражнявал насилие върху нея и я е пресирал да започне кариера в порно индустрията.
Грей е включена на 89-о място в класацията на 100-те на секси жени в света на списание FHM.
Участва в редица кампании на организацията за защита на животните ПЕТА.
Грей твърди, че актьорът Робърт де Ниро е бил вдъхновение за нея, обяснявайки, че има прилика между нейните и неговите рискови решения, тъй като щом портретът на един мъж, който насилва публично жени, какъвто де Ниро играе във филма „Разяреният Бик“ и печели Оскар за това, не е по-малко рисковано решение от това да участва във филми, където тя твърди, че се разкрива не само физически, но и интимно.

## Писателка
През 2013 г. Саша Грей публикува първия си еротичен роман, озаглавен „Обществото на Жулиет“. В стила ѝ критиците забелязват прилика с мрачното писане на Реймънд Чандлър и кинематографично предаване на събития и детайли, които се редуват. За мотивите да напише романа си Грей споделя: „Чела съм много еротични романи, но не можах да се идентифицирам с героините в никой от тях. Исках да напиша история за силен женски персонаж, за героиня, която не е наивна по отношение на секса. Да създам образи, които са част от света на фантазиите, но не желаех да пиша за жената клише, която чака Идеалния мъж.“

## В популярната култура
Американската рок изпълнителка Кристийн Йънг е вдъхновена от Саша Грей за създаването на сингъла си „The Pictures of Sasha Grey“.

## Награди и номинации
Носителка на индивидуални награди
- 2007: XRCO награда за нова звезда.[28]
- 2007: Adam Film World награда за тийн мечта на годината.[29]
- 2008: AVN награда за изпълнителка на годината.[30]
- 2008: XRCO награда за изпълнителка на годината.[31]
- 2009: XRCO награда за мейнстрийм медиен любимец.[32]
- 2010: AVN награда за The Jenna Jameson Crossover звезда на годината.[33][34]
- 2010: XRCO награда за мейнстрийм медиен любимец.[35]
- 2010: XBIZ награда за Crossover звезда на годината.[36]
- 2010: F.A.M.E. награда за любима орална звезда.[37]

Носителка на награди за изпълнение на сцени
- 2007: AVN награда за най-добра секс сцена с тройка – „Чукай робите“ (със Сандра Ромейн и Мануел Ферара).[38]
- 2008: AVN награда за най-добра орална секс сцена (видео) – за изпълнение на сцена във видеото „Бавачки“.[30]
- 2010: AVN награда за най-добра орална секс сцена – за изпълнение на сцена във видеото „Гърло: един поучителен разказ“.[33]
- 2010: AVN награда за най-добра анална секс сцена– съносителка с Ерик Евърхард за изпълнение на сцена във видеото „Търсене в аналната кухина 6“.[33]

Номинации за индивидуални награди
- 2006: Номинация за CAVR награда за звездица на годината.[39]
- 2007: Номинация за AVN награда за най-добра нова звезда.[40]
- 2007: Номинация за XRCO награда за Cream Dream.[28]
- 2007: Номинация за XRCO награда за супермръсница.[28]
- 2007: Финалистка за F.A.M.E. награда за любима жена новобранец.[41]
- 2007: Номинация за NightMoves награда за най-добра нова звезда.[42]
- 2008: Номинация за XRCO награда за оргазмен оралист.[28]
- 2008: Номинация за CAVR награда за звезда на годината.[43]
- 2008: Номинация за NightMoves награда за най-добра жена изпълнител.[44]
- 2009: Номинация за AVN награда за изпълнителка на годината.[45]
- 2009: Номинация за AVN награда за най-добра актриса – за изпълнението на ролята ѝ във филма „Последната роза“.[45]
- 2009: Номинация за XBIZ награда за изпълнителка на годината.[46]
- 2009: Номинация за XRCO награда за изпълнителка на годината.[47]
- 2009: Номинация за XRCO награда за оргазмен оралист.[47]
- 2009: Номинация за Hot d'Or награда за най-добра американска актриса.[48]
- 2009: Финалистка за F.A.M.E. награда за любима жена звезда.[49]
- 2009: Финалистка за F.A.M.E. награда за любима орална звезда.[49]
- 2009: Финалистка за F.A.M.E. награда за любима анална звезда.[49]
- 2010: Номинация за AVN награда за най-добра актриса.[34]
- 2010: Номинация за AVN награда за най-добра нова уеб звезда.[34]
- 2010: Номинация за XBIZ награда за изпълнителка на годината.[50]
- 2010: Номинация за XRCO награда за актриса – единичено изпълнение.[51]
- 2010: Номинация за XRCO награда за оргазмен оралист.[51]
- 2010: Финалистка за F.A.M.E. награда за любима жена звезда.[52]
- 2010: Финалистка за F.A.M.E. награда за любимо дупе.[52]
- 2010: Номинация за F.A.M.E. награда за най-горещо тяло.[52]
- 2010: Номинация за F.A.M.E. награда за любима анална звезда.[52]
- 2010: Номинация за XFANZ награда за жена звезда на годината.[53]
- 2010: Номинация за AEBN VOD награда за изпълнител на годината.[54]
- 2011: Номинация за AVN награда за най-добра поддържаща актриса.[55]
- 2011: Номинация за AVN награда за Crossover звезда на годината.[55][56]
- 2011: Номинация за XBIZ награда за актьорско изпълнение на годината.[57]
- 2011: Номинация за XBIZ награда за Crossover звезда на годината.[57]
- 2011: Номинация за AEBN VOD награда за изпълнител на годината.[58]

Номинации за награди за изпълнение на сцени
- 2007: Номинация за AVN награда за най-добра орална секс сцена (видео) – заедно с четирима мъже за изпълнението на сцена във филма „Oral Spremecy“.[40]
- 2008: Номинация за AVN награда за най-добра орална секс сцена (видео) – за изпълнение на сцена във видеото „Безумно хранене 9“.[59]
- 2008: Номинация за AVN награда за най-добра орална секс сцена (видео) – заедно с Мая Хилс за изпълнение на сцена във видеото „Духай ми сандвич 11“.[59]
- 2008: Номинация за AVN награда за най-добра секс сцена само с момичета (видео) – заедно с Бри Олсън за изпълнение сцена във видеото „Граници“.[59]
- 2011: Номинация за AVN награда за най-добра секс сцена с двойно проникване – заедно с Рико Стронг и Брайън Плумпър за изпълнение на сцена във филма „Чукай Саша Грей“.[55]

Други признания и отличия
- Twistys момиче на месеца – август 2009 г.[60]